# Premi e riconoscimenti delle 4Minute
Questa è una lista dei premi e delle candidature ricevute dalle 4Minute, gruppo musicale sudcoreano che debuttò nel giugno 2009 sotto la Cube Entertainment.

## Premi coreani
Golden Disk Awards 
I Golden Disk Awards sono stati fondati nel 1986 e sono organizzati annualmente dall'Associazione Industriale della musica in Corea per premiare i maggiori risultati ottenuti nel corso dell'anno precedente. Il Main Award (Disk Bonsang) viene assegnato all'artista scelto dai giudici tra un massimo di dieci artisti selezionati tramite votazioni online. Il Grand Prize (Disk Daesang) è l'equivalente di Artista dell'anno, e viene consegnato a colui che realizza il miglior album tra coloro che erano già stati nominati per il Main Award.
| Edizione | Anno | Opera nominata    | Premio                    | Risultato       |
| -------- | ---- | ----------------- | ------------------------- | --------------- |
| 24ª      | 2009 | 4Minute           | Samsung YEPP Rookie Award | Vincitore/trice |
| 24ª      | 2009 | Hot Issue         | Digital Bonsang           | Candidato/a     |
| 26ª      | 2012 | Mirror Mirror     | Digital Bonsang           | Vincitore/trice |
| 26ª      | 2012 | 4Minutes Left     | Disk Bonsang              | Candidato/a     |
| 26ª      | 2012 | 4Minute           | Premio Popolarità         | Candidato/a     |
| 27ª      | 2013 | Volume Up         | Disk Bonsang              | Vincitore/trice |
| 27ª      | 2013 | 4Minute           | Premio Popolarità         | Candidato/a     |
| 28ª      | 2014 | What's Your Name? | Digital Bonsang           | Vincitore/trice |

Seoul Music Award
I Seoul Music Award sono stati fondati nel 1990 e sono organizzati annualmente da Sports Korea per premiare i maggiori risultati ottenuti nel corso dell'anno precedente. Il Daesang Award (Grand Prize) equivale al premio Artista dell'anno, mentre il Bonsang Award (Main Prize) viene assegnato all'artista scelto dai giudici tra un massimo di dieci artisti selezionati tramite votazioni online.
| Anno | Opera nominata    | Premio                 | Risultato       |
| ---- | ----------------- | ---------------------- | --------------- |
| 2010 | 4Minute           | Newcomer Award         | Candidato/a     |
| 2010 | 4Minute           | High1 Popularity Award | Candidato/a     |
| 2011 | 4Minute           | Premio Popolarità      | Candidato/a     |
| 2011 | HuH               | Bonsang Award          | Vincitore/trice |
| 2012 | Mirror Mirror     | Bonsang Award          | Vincitore/trice |
| 2013 | Volume Up         | Bonsang Award          | Candidato/a     |
| 2013 | 4Minute           | Premio Popolarità      | Candidato/a     |
| 2014 | What's Your Name? | Bonsang Award          | Vincitore/trice |

Mnet Asian Music Awards
Gli Mnet Asian Music Awards sono organizzati annualmente da Mnet Media. Il Daesang Award (Grand Prize) equivale ad Artista dell'anno.
| Anno | Opera nominata    | Premio                                         | Risultato       |
| ---- | ----------------- | ---------------------------------------------- | --------------- |
| 2010 | 4Minute           | Miglior Gruppo Femminile                       | Candidato/a     |
| 2010 | 4Minute           | Miglior Esibizione di Ballo – Gruppo femminile | Candidato/a     |
| 2010 | 4Minute           | The Shilla Duty Free Asian Wave Award          | Candidato/a     |
| 2011 | 4Minute           | Miglior Gruppo Femminile                       | Candidato/a     |
| 2011 | 4Minute           | Miglior Esibizione di Ballo – Gruppo femminile | Candidato/a     |
| 2012 | Volume Up         | Canzone dell'Anno                              | Candidato/a     |
| 2012 | 4Minute           | Miglior Esibizione di Ballo – Gruppo femminile | Candidato/a     |
| 2013 | 4Minute           | Miglior Gruppo Femminile                       | Candidato/a     |
| 2013 | What's Your Name? | Miglior Esibizione di Ballo – Gruppo femminile | Vincitore/trice |
| 2013 | 4Minute           | Artista dell'Anno                              | Vincitore/trice |
| 2013 | What's Your Name? | BC - UnionPay Song of the Year                 | Vincitore/trice |

Melon Music Awards
I Melon Music Awards sono premi annuali che si basano sulle vendite online.
| Anno | Opera nominata | Premio | Risultato   |
| ---- | -------------- | ------ | ----------- |
| 2009 | 4Minute        | Top 10 | Candidato/a |
| 2009 | 4Minute        | Star   | Candidato/a |
| 2011 | 4Minute        | Top 10 | Candidato/a |

Mnet 20's Choice Awards
Gli Mnet 20's Choice Awards premiano i migliori artisti dell'estate.
| Anno | Opera nominata | Premio                 | Risultato       |
| ---- | -------------- | ---------------------- | --------------- |
| 2010 | 4Minute        | Most Influential Stars | Vincitore/trice |
| 2011 | 4Minute        | Hot Performance Star   | Candidato/a     |
| 2011 | Mirror Mirror  | Hot Online Song        | Candidato/a     |

Cyworld Digital Music Awards
Cyworld Digital Music Awards è una comunità virtuale sudcoreana, numero uno nel campo della premiazione della musica digitale.
| Edizione | Anno | Opera nominata | Premio              | Risultato       |
| -------- | ---- | -------------- | ------------------- | --------------- |
| 4ª       | 2009 | 4Minute        | Esordiente del mese | Vincitore/trice |

Gaon Chart K-pop Awards
| Anno | Opera nominata    | Premio                          | Risultato       |
| ---- | ----------------- | ------------------------------- | --------------- |
| 2014 | What's Your Name? | Canzone dell'Anno (maggio 2013) | Vincitore/trice |

Asia Song Festival
| Anno | Opera nominata | Premio                  | Risultato       |
| ---- | -------------- | ----------------------- | --------------- |
| 2010 | 4Minute        | Asia Influential Artist | Vincitore/trice |

Asia Model Awards
| Edizione | Anno | Opera nominata | Premio                   | Risultato       |
| -------- | ---- | -------------- | ------------------------ | --------------- |
| 5ª       | 2010 | 4Minute        | BBF Popular Artist Award | Vincitore/trice |

Korea Creative Content Agency
| Anno | Opera nominata | Premio                                            | Risultato       |
| ---- | -------------- | ------------------------------------------------- | --------------- |
| 2009 | 4Minute        | Esordiente del mese                               | Vincitore/trice |
| 2009 | 4Minute        | PR Ambassador of Seoul Character & Licensing Fair | Vincitore/trice |

Korea's Cultural, Physical Education and Tourism Bureau
| Anno | Opera nominata | Premio             | Risultato       |
| ---- | -------------- | ------------------ | --------------- |
| 2009 | 4Minute        | Rookie Music Award | Vincitore/trice |

Korea Entertainment Arts Awards
| Edizione | Anno | Opera nominata | Premio         | Risultato       |
| -------- | ---- | -------------- | -------------- | --------------- |
| 16ª      | 2010 | 4Minute        | Newcomer Award | Vincitore/trice |

Korea International Awards
| Edizione | Anno | Opera nominata | Premio              | Risultato       |
| -------- | ---- | -------------- | ------------------- | --------------- |
| 2ª       | 2011 | 4Minute        | Top 5 J-Pop Artists | Vincitore/trice |

## Premi internazionali
Giappone 
Billboard JAPAN Music Awards
| Anno | Opera nominata | Premio                        | Risultato       |
| ---- | -------------- | ----------------------------- | --------------- |
| 2011 | 4Minute        | Nuovo Artista K-pop dell'Anno | Vincitore/trice |

allkpop Awards
| Anno | Opera nominata    | Premio                   | Risultato |
| ---- | ----------------- | ------------------------ | --------- |
| 2013 | 4Minute           | Miglior Gruppo Femminile | In attesa |
| 2013 | What's Your Name? | Canzone dell'Anno        | In attesa |